# Blood Follows
Blood Follows es una novela de Steven Erikson ambientada en el mundo Malaz: El Libro de los Caídos. Los acontecimientos de este libro tienen lugar antes de los de la serie principal, y no se refieren necesariamente la línea argumental principal de la historia.
Publicado originalmente sólo en Europa por PS Publishing en 2002, de la versión de tapa dura se imprimieron sólo 300 copias, mientras que las versiones de bolsillo en su primera y segunda edición tuvieron cada uno 500 ejemplares impresos. Todas las primeras ediciones fueron firmados por el autor.
En 2005, Blood Follows fue republicado en los Estados Unidos por Night Shade Books. Una vez más, hubo una cantidad limitada de copias firmadas.

## Personajes
Blood Follows detalla la historia de tres personajes introducidos previamente en Memorias del hielo, centrándose principalmente en Emancipor Reese, y los eventos que conducen a su convertirse en el sirviente de dos viajeros misteriosos.
- Bauchelain - Un viajero misterioso, un autoproclamado erudito y un poderoso invocador.
- Korbal Broach - Su socio silencioso, un nigromante y eunuco.
- Emancipor Reese - Llamado "Mancy" para abreviar, un hombre cansado con una familia ingrata a cuidar. Emancipor ha tenido una racha de mala suerte y necesita desesperadamente de un trabajo.
- Subly - Esposa de Emancipor. Subly es una mujer fuerte de voluntad, que ve su posición en la sociedad como lo más importante; tiene una lengua afilada y no tolerará el desempleo de Emancipor.
- Sargento Guld - Un tosco sargento de la Guardia, conocido por su capacidad para resolver asesinatos, ha sido encargado por el Rey el descubrir un misterioso asesino, y poner fin al terror que aflige a Lamentable Moll.

- Datos: Q4927614